# Kolibri-kód
A Kolibri-kód (Angliában Hummingbird, Amerikában Redemption, Franciaországban Crazy Joe címen fut) 2013-ban bemutatott angol-amerikai akció-thriller, amelynek forgatókönyvírója és rendezője Steven Knight, főszereplője Jason Statham.
A filmet az Amerikai Egyesült Államokban 2013. június 28-án mutatták be, Magyarországon május 9-én jelent meg a Big Bang Media forgalmazásában.

## Cselekménye
Joseph "Joey" Smith, az angol katonai haditengerészet leszerelt katonája hajléktalan veteránként a londoni utcákon él. Nyomasztják a traumatikus afganisztáni szolgálat emlékképei. Egy utcai verekedésben súlyosan megsérül, menedéket keres egy üres lakásban. Felveszi a tulajdonos személyazonosságát, és segítségért fordul egy Cristina nevű fiatal lengyel apácához, aki a belvárosban dolgozik, és a hajléktalanoknak étel oszt.
Joey katonai kiképzésének köszönhetően hamar hasznossá teszi magát, gyorsan belecsöppen a sötét és komplikált londoni alvilágba a kínai maffia szolgálatában. Hogy megőrizze józan eszét, a pénzt, amit megszerez, mások megsegítésére fordítja. Miután tudomást szerez róla, hogy egy Max Forrester nevű perverz férfi meggyilkolta a barátját, mindent kockára tesz a bosszúért, majd visszasüllyed a hajléktalanok világába.

## Szereplők
- Jason Statham – Joseph Smith / Joey Johns, ex-tengerészgyalogos (Epres Attila)
- Agata Buzek – Cristina nővér, fiatal lengyel apáca (Major Melinda)
- Christian Brassington – Max Forrester, szexuálisan aberrált gyilkos
- Vicky McClure – Dawn
- Benedict Wong – Mr Choy
- Ger Ryan – apáca
- Victoria Bewick – Isabel (Pikali Gerda)
- Siobhan Hewlett – Tracey
- Ian Pirie – Pimp

## Fordítás
- Ez a szócikk részben vagy egészben  a   Hummingbird (film) című angol Wikipédia-szócikk fordításán alapul.  Az eredeti cikk szerkesztőit annak laptörténete sorolja fel. Ez a jelzés csupán a megfogalmazás eredetét és a szerzői jogokat jelzi, nem szolgál a cikkben szereplő információk forrásmegjelöléseként.